# 克里斯·纽曼
克里斯·纽曼（英語：Chris Newman）是一个电影混音师和导演。他的电影代表作包括教父、莫扎特传、驱魔人、沉默的羔羊和英国病人。
纽曼曾获得过3次奥斯卡最佳音响效果奖，并在此奖项上获得过5次提名。
纽曼现居住美国新泽西州，在纽约视觉艺术学院任教。

## 精选影视作品
纽曼曾获得过3次奥斯卡最佳音响效果奖，并获得过5次提名。
获奖
- 驱魔人 (1973)[1]
- 莫扎特传 (1984)[2]
- 英国病人 (1996)[3]

提名：
- 法国贩毒网 (1971)[4]
- 教父 (1972)[5]
- 名扬四海 (1980)[6]
- 歌舞线上（英语：A Chorus Line (film)） (1985)[7]
- 沉默的羔羊 (1991)[8]